# Manes
Os manes, na mitologia romana, eram as almas dos entes queridos falecidos. A sua veneração está relacionada com o culto aos antepassados. Como espíritos menores, estavam também relacionados com os lares, os gênios e com os penates. Eram honrados durante a celebração da Parentália e da Ferália, em fevereiro.
Os manes eram ainda chamados de Di Manes (Di significa "deuses"). Os túmulos romanos incluem, muitas vezes, as letras D.M., como abreviatura de dis manibus, ou "dedicado aos deuses-manes".